# روز پیروزی در میدان تایمز

بوسه‌ای تاریخی که آلفرد آیزنشتت در روز پیروزی بر ژاپن و در میدان تایمز اسکوئر ثبت کرد

روز پیروزی در میدان تایمز عکس بسیار مشهوری است از آلفرد آیزنشتت که در آن یک ملوان نیروی دریایی ایالات متحده را به هنگام در آغوش‌کشیدن و بوسیدن دختری غریبه به نمایش گذاشته‌است. دختر درون تصویر به احتمال بسیار زیاد یک دستیار دندانپزشک است. تصویر مصادف است با روز پیروزی بر ژاپن که با نام وی-جی دی هم مشهور است. این تصویر در شهر نیویورک و میدان تایمز اسکوئر گرفته شده‌است.
آیزنشتت در حال عکاسی از وقایع خودجوش و بی‌اختیار در میدان تایمز، درست در حین نزدیکی و تقریباً می‌توان گفت مقارن با اعلام خبر پایان جنگ با ژاپن (که قرار بود توسط رئیس‌جمهور هری اس ترومن در ساعت ۷ قرائت شود) بود که با این صحنه مواجه شد. وی اظهار داشته که فرصتی برای به دست آوردن و اطلاع از نام سوژه‌های تصویر نداشته چرا که به سرعت در حال تصویربرداری از وقایع رویدادهای این جشن بوده‌است. این عکس، به وضوح چهرهٔ هیچ‌کدام از افراد درگیر در این اتفاق را نشان نمی‌دهد و افراد زیادی در مقاطع مختلف مدعی شدند که سوژه‌های تصویر موصوف هستند که این ادعاها هیچگاه تأیید نشد. این عکس درست در جنوب خیابان چهل‌وپنجم گرفته شده‌است و مکان تلاقی خیابان هفتم (منهتن) و خیابان برادوی را نشان می‌دهد.
دانلد اولسن و گروه تحقیقاتی وی تخمین زده‌اند که این عکس در ساعت ۵:۵۱ بعد از ظهر گرفته‌شده‌است. در بخش صفحات تاریخی مجلهٔ لایف اشاره‌شده‌است که این تصویر با دوربین لایکا ۳ ثبت شده‌است. در دهه ۲۰۰۰ میلادی، به دلیل ابراز شواهدی مبنی بر عدم رضایت زن برای بوسیده‌شدن، فرضیه‌ها و انتقادهایی در زمینهٔ تصویرگری از یک تعرض جنسی نیز مطرح‌شد.

## از دیدگاه آلفرد آیزنشتات
آلفرد آیزنشتات در دو کتابی که با فاصله چند دهه نوشت، دو روایت کمی متفاوت از گرفتن عکس و ماهیت آن ارائه داد.
در کتاب اولش (آیزنشتات در آیزنشتات (به انگلیسی: Eisenstaedt on Eisenstaedt)) نوشته‌است:
| « | در میدان تایمز در روز پیروزی برابر ژاپن، دریانوردی را دیدم که در خیابان می‌دوید و هر دختری را که می‌دید می‌گرفت. پیر و جوان، لاغر و چاق فرقی نمی‌کرد… من جلوتر از ملوان می‌دویدم و عکس می‌گرفتم. ناگهان دیدم که یک چیز سفید را گرفت. برگشتم و دکمه عکس برداری را زدم. خیلی سریع اتفاق افتاد. از لحظه ای که ملوان آن پرستار را بوسید عکس گرفتم. اگر تضاد بین رنگ تیره لباس ملوان و لباس سفید پرستار نبود هرگز این عکس را نمی‌گرفتم. من در چند ثانیه کوتاه ۴ عکس گرفتم. فقط یکی از آنها خوب درآمد و همه چیز در آن متناسب بود… مردم به من می‌گویند وقتی در بهشت باشم این تصویر را به یاد می‌آورند. | » |

او در کتاب «چشم آیزنشتات» (به انگلیسی: The Eye of Eisenstaedt) چنین نوشته‌است:
| « | من در روز پیروزی برابر ژاپن در میان جمعیت راه می‌رفتم و به دنبال عکس می‌گشتم. من متوجه شدم که یک ملوان به سمت من می‌آید. او هر ماده ای را که می‌یافت می‌گرفت و همه آنها را می‌بوسید - دختران جوان و پیرزن‌ها. سپس متوجه پرستار شدم که در آن جمعیت عظیم ایستاده‌است. روی او تمرکز کردم و همان‌طور که امیدوار بودم، ملوان آمد و پرستار را گرفت و خم شد تا او را ببوسد. حالا اگر این دختر پرستار نبود، اگر لباس تیره ای می‌پوشید، تصویری نداشتم. تضاد بین لباس سفید او و لباس تیره ملوان تأثیر بیشتری بر عکس می‌گذارد. | » |

عکس او یک شبه به یک نماد فرهنگی بدل شد و با ثبت حق چاپش، آیزنشتات با احتیاط حقوق آن را کنترل کرد و فقط تعداد محدودی چاپ مجدد را تعیین کرد که نحوه استفاده از آن را تعیین می‌کند.

## عکاس دیگری نیز همین صحنه را ثبت کرده

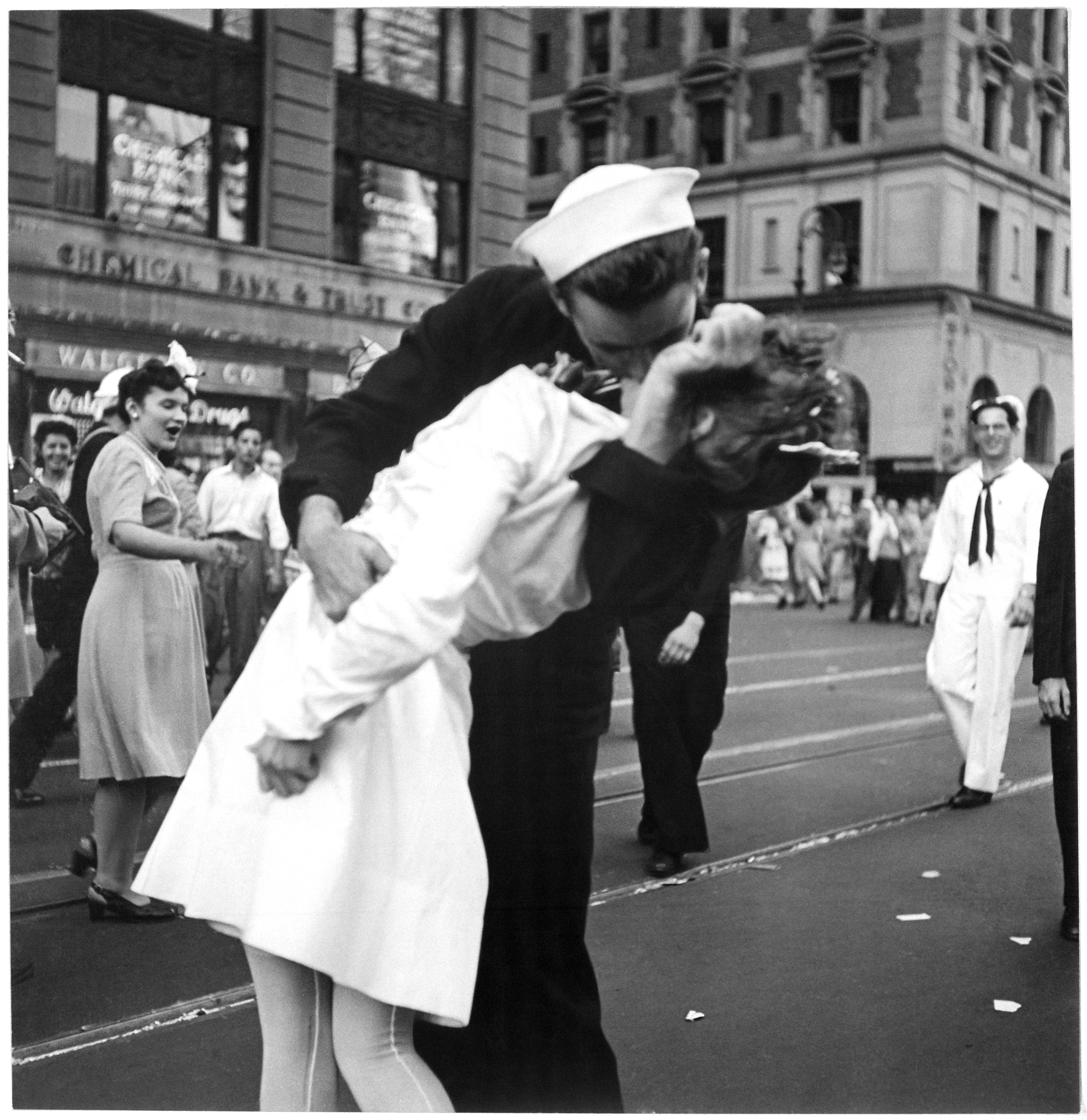
عکس مشابه که توسط ویکتور یورگنسن گرفته شده‌است و در مالکیت عموم قرار دارد.

ویکتور یورگنسن، عکاس خبرنگار نیروی دریایی ایالات متحده، نمای دیگری از همان صحنه را که روز بعد در نیویورک تایمز منتشر شد، ثبت کرد. یورگنسن عنوان عکس خود را بوسیدن جنگ خداحافظی عنوان کرد. کمتر میدان تایمز را در پس زمینه نشان می‌دهد، فاقد نمای مشخص تقاطع پیچیده‌است، بنابراین باید مکان را با استفاده از سایر جزئیات شناسایی کرد. این عکس تاریک است و جزئیات اندکی از سوژه‌های اصلی را نشان می‌دهد، پایین و پایین سوژه‌ها را نشان نمی‌دهد، اما به وضوح آن بوسه قدرتمند را نشان می‌دهد.
برخلاف عکس آیزنشتات که توسط کپی رایت محافظت می‌شود، این عکس نیروی دریایی در مالکیت عمومی است زیرا توسط یک کارمند دولت فدرال در حال انجام وظیفه رسمی تهیه شده‌است. گرچه زاویه عکس یورگنسن از نظر هنری کمتر از عکس آیزنشتات می‌تواند جالب باشد، اما به وضوح محل دقیق بوسه را نشان می‌دهد، همان‌طور که در جلوی ساختمان بانک شیمیایی و ساختمان اعتماد وجود دارد، با علامت داروخانه Walgreens روی آن نمای ساختمان در پس زمینه قابل مشاهده است.
زن متحیر شده در سمت چپ در عکس یورگنسن به‌طور قطعی کی هیوز دوریوس از یوتا شناخته شده‌است.

## هویت سوژه‌های عکس
مجله زندگی (به انگلیسی: Life) ابتدا از سوژه‌های عکس خواست خودشان را نشان دهند اما هیچ پاسخی دریافت نکرد. ده‌ها سال بعد، در سال ۱۹۸۰، آیزنشتات درخواست یک نسخه از عکس را از زنی که ادعا می‌کرد زن موجود در آن است، دریافت کرد. این مجله را بر آن داشت تا درخواستی را برای این مرد برای شناسایی خود منتشر کند. آنها چندین ادعا از مردان و به‌طور غیرمنتظره ادعاهای اضافی از زنان دریافت کردند.

### گرتا زیمر فریدمن
لارنس وریا و جورج گالدوریسی، نویسندگان کتاب «ملوان بوسنده»، در سال ۲۰۱۲ دربارهٔ هویت افراد عکس که به شهرت زیادی رسیده‌است، از مصاحبه‌های مدعیان، تجزیه و تحلیل عکس متخصص و شناسایی افراد در پس زمینه و همچنین استفاده کردند. مشاوره با انسان شناسان پزشکی قانونی و متخصصان تشخیص چهره. آنها به این نتیجه رسیدند که این زن گرتا زیمر فریدمن است و در این عکس لباس بهداشتی دندانپزشکی خود را پوشیده‌است.

### ادیت شاین
ادیت شاین در سال ۱۹۸۰ با ارسال نامه ای به آیزنشتات ادعا کرد زنی است که در این عکس حضور دارد. نامه شاین مجله را بر آن داشت تا درخواستی را برای طرح موضوع دیگر منتشر کند. تعدادی پاسخ دریافت شد، هم از زن و هم مرد که ادعا می‌کردند یکی از افراد است. با این وجود، شایان بدنامی مرتبط با ادعای خود را گسترش داد و دعوتنامه‌ها را برای شرکت در رویدادهای مربوط به عکس و دیدار با مردانی که ادعا می‌کردند ملوان است قبول کرد.

## نگارخانه

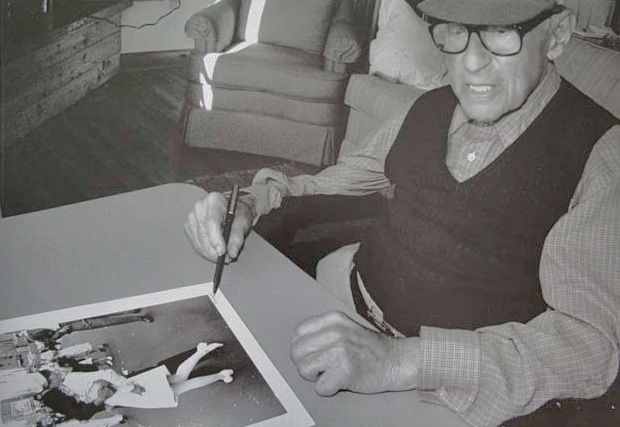